# Ambush (U-Boot, 2013)
Die HMS Ambush (S120) ist ein Atom-U-Boot des Submarine Service der Royal Navy der Astute-Klasse. Es handelt sich um das dritte Schiff und das zweite U-Boot mit diesem Namen der Royal Navy. Die Kiellegung fand am 22. Oktober 2003 in Barrow-in-Furness statt, der Stapellauf erfolgte am 6. Januar 2011.

## Technik
Der Vorrat an Brennstäben an Bord der HMS Ambush ist für eine voraussichtliche Dienstzeit von 25 Jahren ausreichend. Da das U-Boot auch über Wasser- und Luftreinigungsanlagen verfügt, kann es ohne Probleme die Erde ohne aufzutauchen umrunden. Der begrenzende Faktor ist jedoch die Verpflegung, die maximal für drei Monate ausreicht.
Das U-Boot kann bis zu 38 Waffen tragen, die über die sechs Torpedorohre abgefeuert werden können. Es ist mit Tarnkappentechnik der neunten Generation ausgestattet und ist deshalb fast nicht mit Sensoren zu detektieren. Auch der Geräuschpegel ist niedriger als der eines jungen Delfins. Die HMS Ambush verfügt über ein Sonar 2076 der Firma Thales Group, mit dem es noch Schiffe in 3.000 Seemeilen detektieren und eindeutig klassifizieren kann.

## Kollision
Am 20. Juli 2016 um 13:30 Uhr Ortszeit bei einer Übung in der Straße von Gibraltar kollidierte die aufgetauchte HMS Ambush mit dem Tankschiff MV Andreas, wobei das U-Boot erheblichen Schaden am Turm nahm, der sich auf eine Summe von 2,1 Millionen Pfund belief. Die Beschädigung beschränkte sich auf die Außenhülle und der Nuklearreaktor blieb unbeschädigt. Auch die Besatzung blieb unverletzt. Das Tankschiff, das gerade ein Containerschiff betankte, blieb nicht nur unbeschädigt, man bemerkte den Zusammenstoß zunächst gar nicht. Die Ambush wurde für weitere Untersuchungen in den Hafen von Gibraltar geschleppt.
Der Kommandant Commander Justin Codd bekannte sich Anfang 2018 vor einem Militärgericht für schuldig, den Unfall verursacht zu haben. Als Strafe wurde ihm ein Jahr seiner Seniorität aberkannt.